# Ecologia comportamental
Ecologia pode ser entendida como o estudo das relações dos organismos vivos entre si e com o ambiente. Entendendo-se estas relações como de duplo sentido, ou seja, organismos afetam e são afetados uns pelos outros, assim como afetam o ambiente e são por ele afetados. A Ecologia Comportamental é considerada o estudo das origens evolutivas do comportamento animal devido às pressões ecológicas. Em que, baseando nos estudos desse tipo de comportamento forma-se uma ponte entre os aspectos moleculares e fisiológicos da biologia e da ecologia. Ou seja, o comportamento é a ligação entre os organismos e o ambiente e é uma das propriedades mais importantes da vida animal, pois apresenta um papel fundamental nas adaptações das funções biológicas.
O comportamento representa a parte de um organismo por meio do qual ele se interage com o ecossistema ( Charles T. Snowdon. 1999). E portanto, dentro desse aspecto, a ecologia comportamental é tida como um ramo da Etologia (do grego: ἦθος ethos, "hábito" ou "costumeiro" e -λογία -logia, "estudo", ou seja, é a especialidade da biologia que estuda o comportamento animal). Sendo que esse campo somente veio a ser classificado e especificado dessa forma após os estudos e aperfeiçoamentos de Niko Tinbergen que  publicou um de seus artigos mais importantes denominado “On aims and methods of ethology” (Tinberguen, 1963) (“Sobre os objetivos e métodos da Etologia”). E que, o principal escopo do autor era discutir as questões epistemológica da Etologia e abordar diferentes níveis de análise dentro desse campo, onde mais tarde, portanto foram denominados “as quatro questões de Tinbergen”, que consistiam na causação, desenvolvimento, função e filogenia: (1) Qual é a causa fisiológica? (2) Qual é a função ou valor da sobrevivência? (3) Como isso evoluiu com o tempo? (4) Como ele se desenvolveu no indivíduo? Onde, segundo ele, é necessário abordar tais questões de forma equilibrada para que a ecologia comportamental florescesse.
Um organismo que possui alguma característica que dá alguma vantagem adaptativa em um novo ambiente, será favorecido pela seleção natural. Isto foi originalmente proposto pela teoria da seleção natural de Charles Darwin. Portanto, isto se refere a benefícios obtidos, em termos de sobrevivências e reprodução, pela característica em questão. Diferenças genéticas nos indivíduos levam a diferenças comportamentais que se tornam diferenças em adaptação, sucesso reprodutivo e evolução.

## Alusão Histórica
O interesse humano pelo comportamento animal, surgiu desde os primórdios de sua existência. Mais de 40.000 a. C., milhares de pinturas rupestres foram desenhadas nos tetos de cavernas da África, Ásia, Europa e Américas. Sendo os primeiros vestígios históricos do interesse humano pelo comportamento animal. Esse interesse, é claro, tinha como objetivo inicial, conhecer o animal, seus hábitos e comportamento para a partir disso, obter melhores maneiras de caçar, criar ou se proteger dos mesmos.

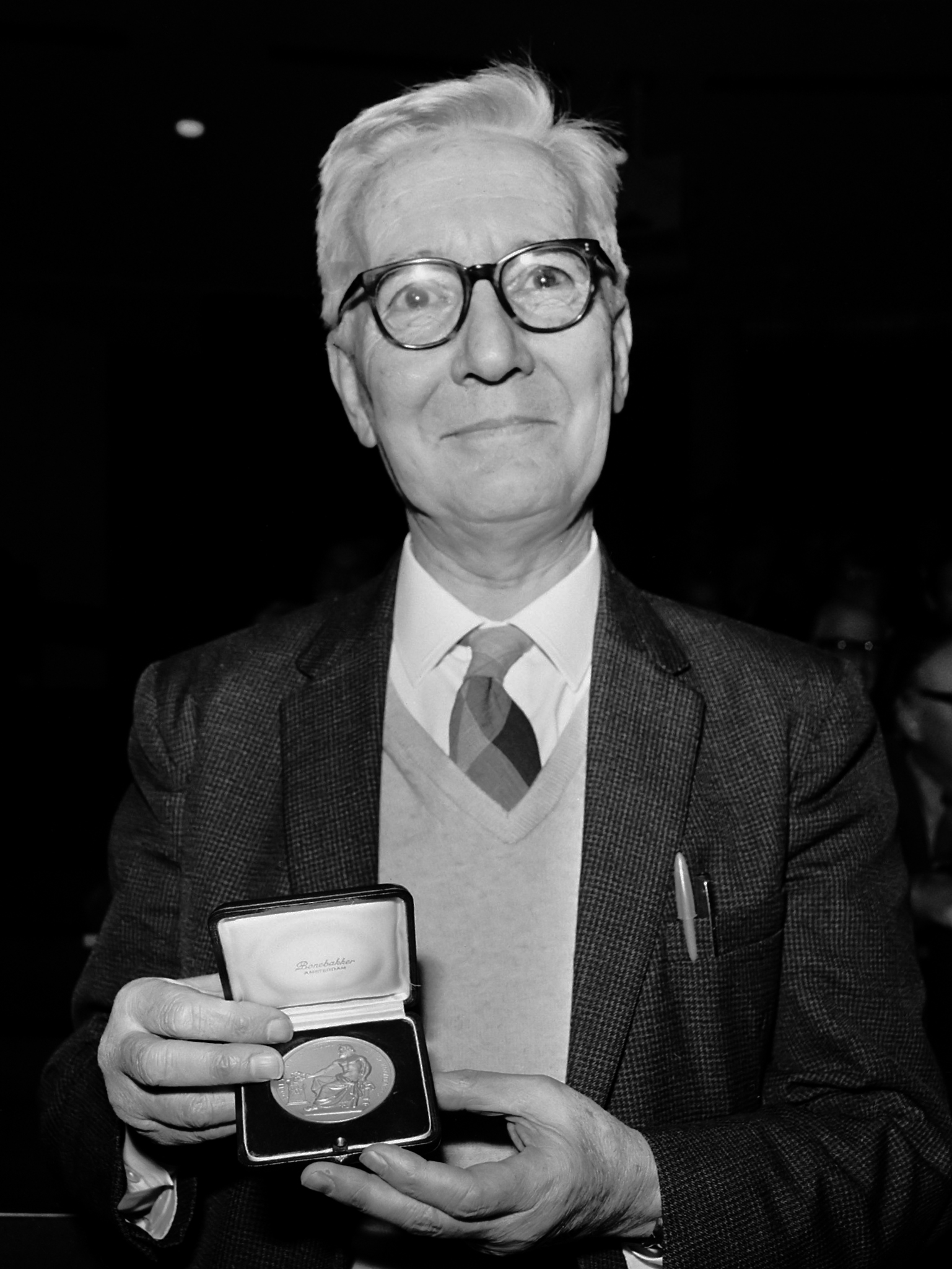
Niko Tinbergen (1907-1988), Ecólogo - 7 Dec. 1973

A partir do século XVI, com as grandes navegações esse interesse começa a ganhar forma e cor com a explosão de informações sobre a vida e o comportamento de animais e hábitats nunca antes vistos por seus exploradores. Um dos documentos mais preciosos deste período data de 1526, escrito por Gonzalo Fernández de Oviedo y Valdés, intitulado Sumario de la Natural Historia de las Indias. O documento continha não apenas a descrição de comportamento animal, mas também o humano.
Entre o final do século XVIII e início do XIX, os cientistas viajantes, conhecidos como naturalistas, principalmente ingleses, alemães, holandeses, franceses e já alguns americanos, começaram a divulgar os resultados de suas expedições pelo mundo afora.  Dentre eles, destacou-se o inglês Charles Robert Darwin, que publicou uma série de artigos e livros de Zoologia, sendo o mais famoso livro: A Origem das Espécies, estabelecendo o conceito de evolução por meio da Teoria de Seleção Natural. Contribuiu também, com algumas de suas obras, inaugurando o que, viria a ser, uma área de estudo do comportamento animal, a Psicologia Comparada.
Como dito anteriormente, a ecologia comportamental como a conhecemos hoje é creditada ao Nobel Niko Tinbergen tendo como foco principal o comportamento atrelado aos processos evolutivos de seleção natural. Consequentemente, o campo da ecologia comportamental está preocupado com duas questões. Primeiro, o comportamento é adaptativo? Segundo, se uma característica é adaptativa, a questão então se torna: como é adaptável? Embora o comportamento produzido pelos indivíduos deve de alguma forma representar uma resposta adaptativa ao meio ambiente, isso não precisa ser o caso, os traços podem evoluir por muitas razões além da seleção natural, como a deriva genética ou o fluxo de genes. Além disso, os traços podem estar presentes em uma população porque evoluíram como adaptações no passado, mas já não são úteis.

## Comportamento e Seleção Natural
A ecologia comportamental é o estudo de como a seleção natural configura o comportamento (Tinberguen, 1963). A princípio, baseando-se no capítulo 1 do livro seleção natural, Ecologia e comportamento, o objetivo da ecologia comportamental é tentar entender como o comportamento de um animal se adapta ao meio ambiente em que vive. Ou seja, se um organismo possui alguma característica que dá alguma vantagem adaptativa em um novo ambiente, a seleção natural irá favorecê-lo. Isto foi originalmente proposto pela teoria da seleção natural de Charles Darwin. Que está relacionada, a diferenciação dos indivíduos em sua morfologia, fisiologia e comportamento (variação), dentro de uma espécie entre outras variâncias. Contudo, isto se refere a benefícios obtidos, em termos de sobrevivências e reprodução, pela característica em questão. Diferenças genéticas nos indivíduos levam a diferenças comportamentais que se tornam diferenças em adaptação, sucesso reprodutivo e evolução.
Ou seja, os indivíduos se comportam a promover a sobrevivência genética, como por meio da resistências e competições entre si por recursos limitados do meio ambiente, incluindo alimento, território e parceiros sexuais. Conflitos ocorrem entre predador e presa, rivais por cópulas, irmãos, parceiros sexuais e pais com filhos.

## Vida em grupo
Na natureza, é comum observarmos animais que vivem em grupos e animais de vida solitária, às vezes da mesma espécie. Essa escolha é determinante para decidir quem, na média, produz mais prole sobrevivente.  Viver sozinho é melhor do que viver junto quando a razão custo-benefício é melhor para indivíduos solitários do que para os indivíduos sociais.
Mas o que quer dizer custo-benefício? Os custos são os riscos ou gastos energéticos que o animal tem, enquanto os benefícios são as vantagens e economias dessa vida social.
Podemos citar como custos:
Maior visibilidade de indivíduos agrupados para os predadores,
Maior transmissão de doenças e parasitas entre os membros do grupo,
Maior competição por alimento entre os membros do grupo,
Tempo e energia gastos pelos subordinados ao se relacionarem com companheiros mais dominantes,
Maior vulnerabilidade do macho ao adultério,
Maior vulnerabilidade das fêmeas de terem ovos atirados dos ninhos ou terem seus ninhos parasitados,
e outras formas de interferência reprodutiva realizadas por outros indivíduos.
Já como benefícios, temos os seguintes:

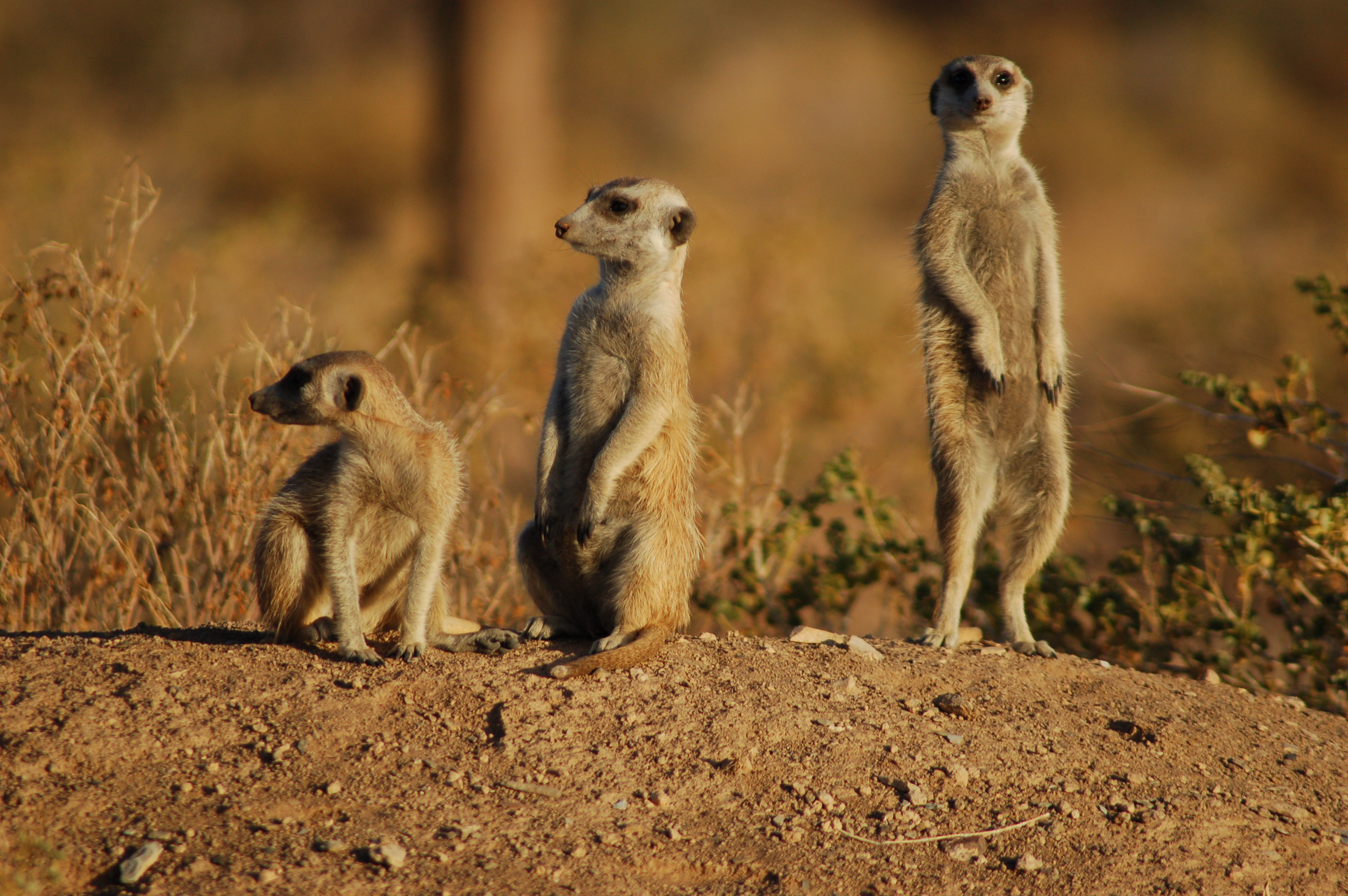
Alguns animais vivem em grupos

Defesa contra predadores via efeito de diluição ou via defesa mútua (O aumento do número de indivíduos promove vigilância, reduzindo a s chances de um predador não ser detectado. Além disto, as chances de cada indivíduo ser predado reduzem consideravelmente conforme o grupo aumenta),
Oportunidades de receber assistência dos outros ao tratar de doenças,
Aumentar o forrageamento,
Subordinados têm permissão concedida para permanecer a salvo dentro do grupo,
Oportunidade para alguns machos tentarem adultério,
Oportunidade para ejetar ovos alheios, parasitar ninhos e interferir na reprodução de rivais.

Existem diferentes tipos de comportamentos de ajuda, como o mutualismo, a reciprocidade e o altruísmo, que pode ser obrigatório ou facultativo.
O mutualismo é o ganho compartilhado quando se trabalha junto, por exemplo, um grupo de leões que, juntos, consegue capturar uma presa que um animal sozinho não conseguiria.

A reciprocidade é um tipo de interação feita por um indivíduo que estabelece benefícios quando retribuída. Como exemplo, temos o caso de morcegos-vampiros. Esses animais, que se alimentam de sangue, tem que buscar suas presas na noite e, quando não encontram, recebem um pouco do sangue regurgitado de indivíduos que tiveram sucesso no seu forrageio. Morcegos que regurgitam sangue para o companheiro fazem isso pois o custo de doar alimento é menor que o benefício de garantir "doações" de sangue caso não consigam se alimentar eventualmente. 

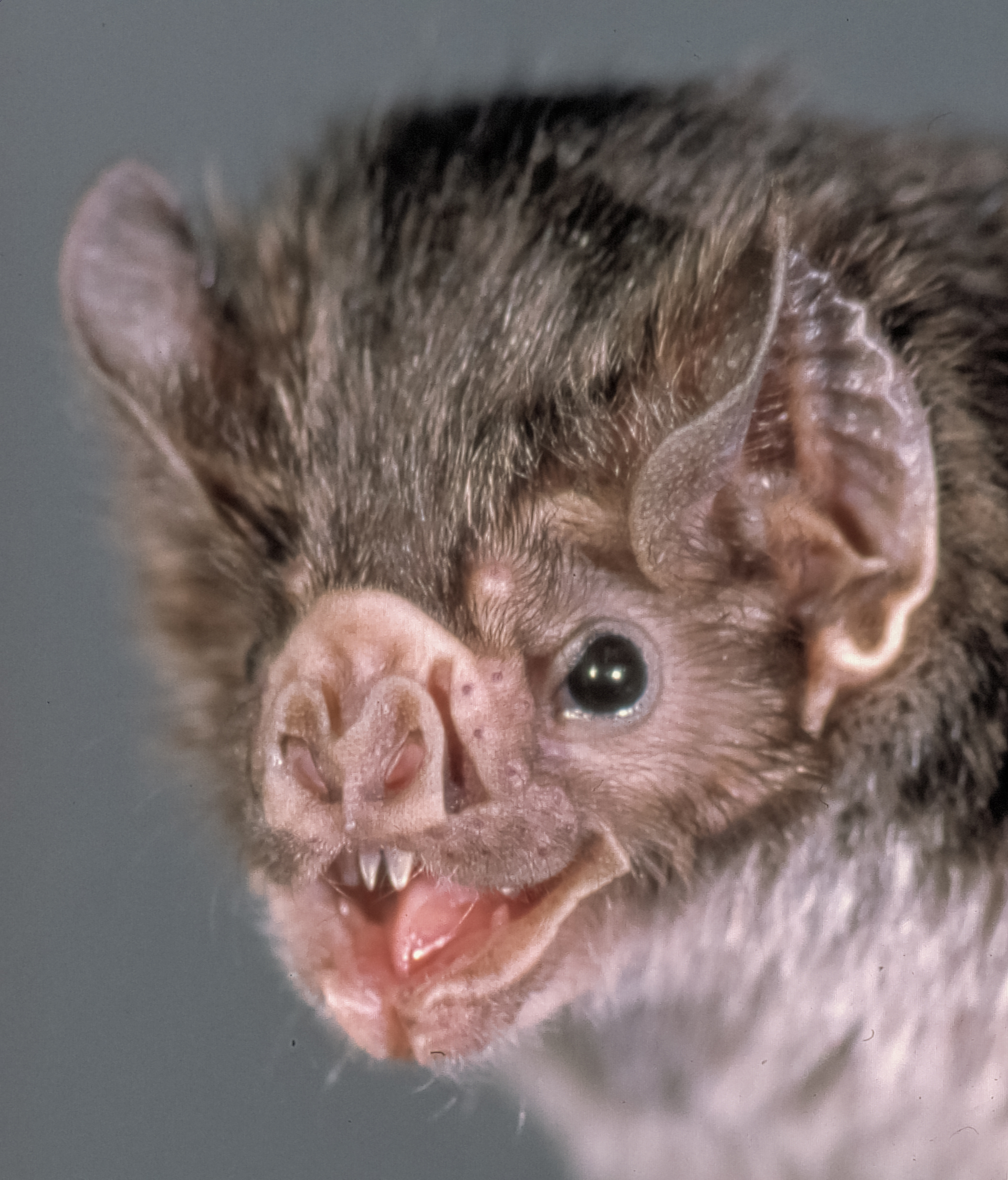
Morcego Vampiro - comportamento de reciprocidade

O altruísmo é um comportamento que beneficia outros em detrimento daquele que realiza o comportamento. Esse conceito é complexo, pois na natureza os animais estão todos competindo para deixar uma prole maior, portanto, por que ajudar outro indivíduo sem receber recompensa, e às vezes, abrindo mão da própria prole? Embora certos fatores genéticos talvez expliquem essa questão, fatores ecológicos que aumentem o efeito positivo da ajuda sobre a sobrevivência dos parentes são igualmente importantes. Então, no geral, a ideia é ajudar os parentes a se reproduzir e, assim, passar pelo menos parte dos genes para a prole é mais vantajoso que competir e não ter a certeza de reprodução.

Outro conceito importante para entender a vida em grupo dos animais é a eusocialidade Em organismos eusociais, indivíduos vivem em colônias e dividem-se em castas: uma casta real que produz filhotes, e um conjunto de castas estéreis que trabalham e protegem a colônia, e ajudam a casta real a produzir juvenis.
Em geral, trabalhadores e soldados são parentes da casta real – filhos e filhas – e isso pode ajudar a explicar o seu desenvolvimento. Uma característica encontrada em quase todas as espécies eusociais é o seu sistema genético: a ""haplodiploidia"". Ao contrario dos mamíferos, onde cada individuo tem uma cópia materna e uma cópia paterna de cada gene (exceto nos genes sexuais), em espécies haplodiploides, os machos têm somente uma cópia de cada gene, transmitido pela mãe. Isto faz com que a fêmea seja geneticamente mais próxima das suas irmãs do que dos seus filhos. Apesar disso, alguns trabalhos mostraram que mais do que o sistema genético, as características ecológicas particulares a cada espécie, como vantagens de viver em grupo ou riscos elevados de dispersão, a permitir o desenvolvimento deste sistema social.

A territorialidade é um ponto a se considerar quando trabalhamos com a vida em grupo de animais, e também leva em conta a razão custo-benefício.
A defesa de território para viver só acontece quando os indivíduos territoriais podem ganhar benefícios substanciais, como acesso especial a parceiros reprodutivos ou comida. Disputas territoriais, em geral, são decididas a favor dos donos dos territórios. A arma que os residentes territoriais têm para a competição pode vir de força física superior ou de reserva de energia (que lhes dá maior capacidade de defender recursos).

## Alimentação
A alimentação é uma das áreas estudadas em ecologia comportamental. É um tema bem abrangente por envolver diversos conceitos como: recursos, relações entre organismos, cadeias tróficas, evolução, gasto energético, dentre outros e cada um desses pode ser relativo a uma população ou espécie diferente.

### Recursos
Recurso ambiental é tudo aquilo que pode ser consumido por um organismo. Para plantas, por exemplo, a luz (radiação solar), dióxido de carbono e sais minerais são recursos, enquanto para herbívoros, são as plantas, já para carnívoros são os outros animais. Os recursos ambientais não são somente a alimentação, mas sim, tudo o que os organismos consomem. Existem duas consequências proveniente desse consumo: a primeira é o fator limitante, ou seja, a disponibilidade de alimento, espaço, água, luz, fêmeas, entre outros, pode limitar o desenvolvimento ou a continuidade de uma espécie; A segunda é que vários organismos podem necessitar do mesmo recurso sendo eles de mesma espécie ou não gerando competição.

### Competindo por recursos

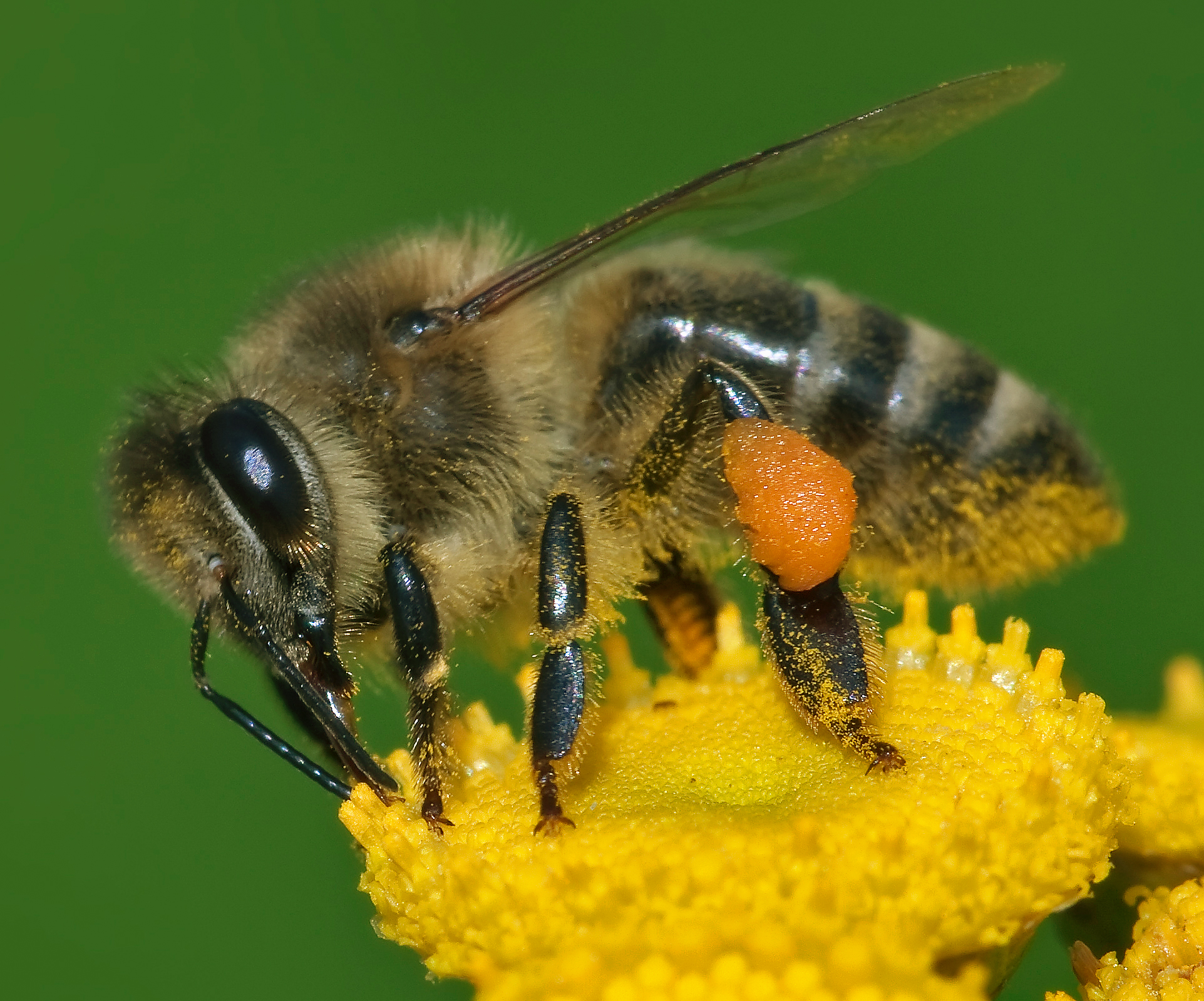
Apis mellifera - espécie introduzida

O termo competição em ecologia pode ser explicado pelo uso ou pela defesa de qualquer recurso, deixando-o indisponível para outros organismos. As competições podem ser uma relação interespecíficas ou intraespecíficas, isto é, entre espécies distintas ou dentro da mesma espécie. A competição traz consequências para os dois lados, mesmo o competidor que é beneficiado no final teve tempo e energia gastos durante o processo. Além disso, em uma competição entre espécies a redução populacional de ambas é esperado, sendo assim, uma pode contribuir para a regulação ou até mesmo o desaparecimento da outra. A coexistência e coevolução derivam desse fato. O princípio da exclusão competitiva ou princípio de Gause surgiu a partir de experimentos em que duas espécies não conseguiram coexistir e uma acabou sobrepujando a outra. Esse princípio é facilmente percebido em dois momentos na natureza: quando há sobreposição de nichos ecológicos e quando uma espécie exótica (espécie introduzida) é incluída em algum ambiente. Nos dois casos existe a possibilidade de coexistência, mas muitas vezes não é o que acontece. Em um artigo de Santos et al essa relação é comprovada, nesse estudo observou-se as consequências trazidas pelo introdução de uma espécie africana de abelha (Apis mellifera) no Brasil. Ao final do estudo foi percebido que onde essa espécie era encontrada havia uma diminuição do número de outros polinizadores, em especial a abelha comum brasileira. Além disso, foi comentado que essa espécie é generalista, isto é, tem diversas plantas que ela poliniza, porém seu desempenho é pior quando comparada com outros polinizadores. Esse estudo mostra que a introdução de um novo animal em uma região pode acarretar danos em todo um ecossistema. Quer dizer que esse animal exótico por não ter participado de uma coevolução com as outras espécies, ao encontrar um ambiente favorável pode sobrepujar as espécies nativas, com a competição essas espécies podem diminuir seu número e até desaparecer e, se isso ocorre, não se sabe o efeito sobre outros tipos de organismos, como nesse caso sobre as plantas que embora continuem tendo um polinizador, esse não é tão eficiente quanto o nativo.

### Outras relações ecológicas

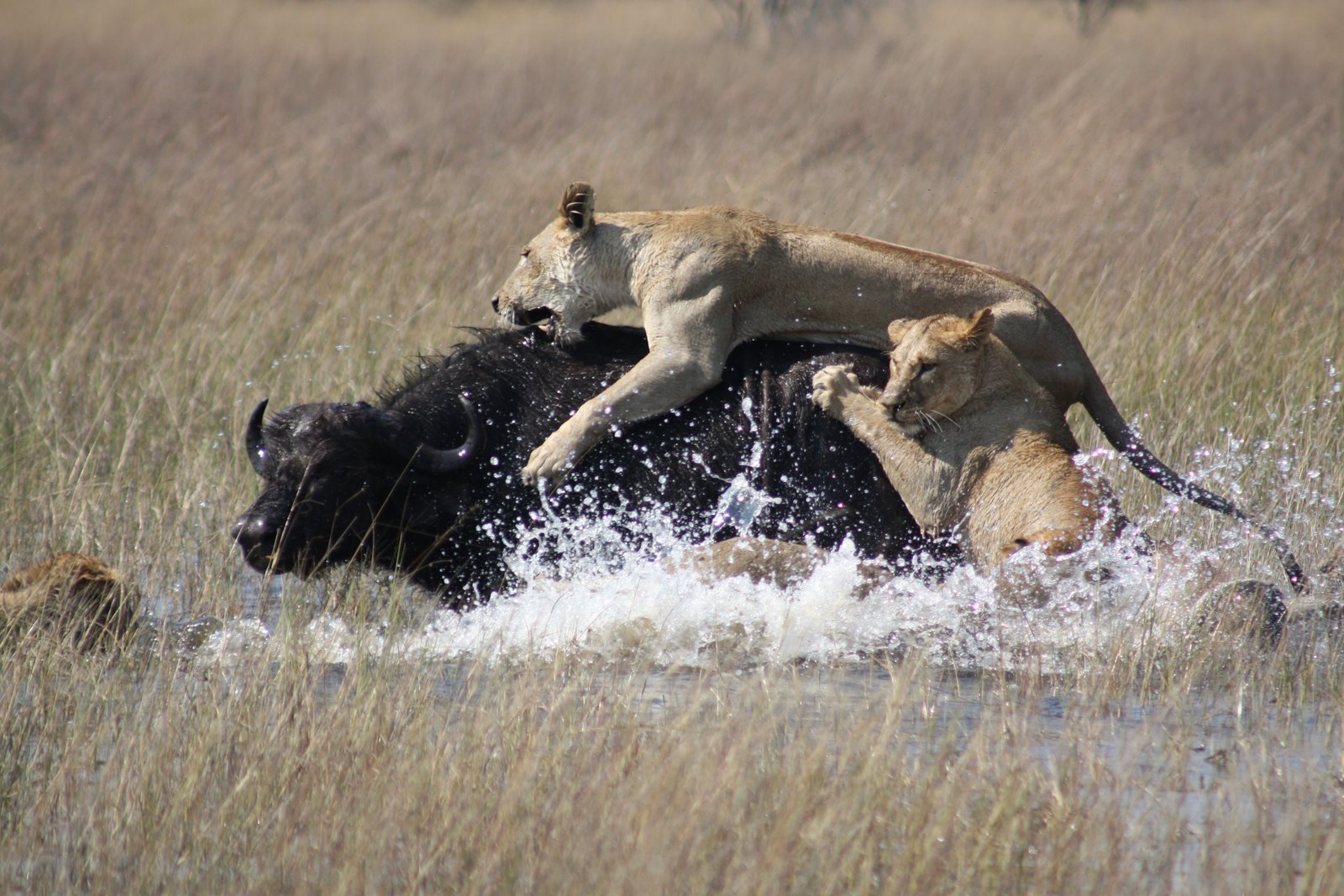
Predadores verdadeiros

Existem outras relações intraespecíficas e interespecíficas que interferem na alimentação. Exemplos disso são a predação, canibalismo, herbivoria e parasitismo. A predação resumidamente é a relação entre presa e predador, estamos acostumados a pensar em carnívoros caçando sua presa, mas a predação é qualquer relação de alimentação em que um organismo se alimenta de outro e se beneficia disso, de certa forma o conceito de parasitismo, canibalismo e herbivoria se misturam nesse. Alguns autores consideram três tipos de predadores: Os verdadeiros, os pastejadores e os parasitos. Os verdadeiros são aqueles que matam suas presas. Pastejadores são os que comem parte da presa sem, necessariamente, matá-los. Os parasitos vivem dentro de seus hospedeiros e podem ou não matá-los, causar (parasitos patológicos) ou não causar doenças. O canibalismo também se enquadra em predação de uma certa maneira porém os animais tem que ser de mesma espécie para que assim seja considerado. A herbivoria também pode ser relacionar, uma vez que significa o consumo de plantas.

## Tipos de Comportamentos
O comportamento animal do ponto de vista da biologia evolutiva, apresenta  características que como qualquer outra classe de caracteres, podem exibir variações genéticas e não genéticas, diferenças entre populações e espécies e esses estão sujeitos a evolução por seleção natural. Em que portanto, está relacionado com a mudança nos traços comportamentais dentro da espécie como o instinto: comportamentos que aparecem em forma completamente funcional na primeira vez que eles são executados (Alcock1998). E a aprendizagem: modificações de um comportamento em resposta a experiências específicas. Contudo são fatores que resultam nas diferenças comportamentais em diversas situações.

## Territorial

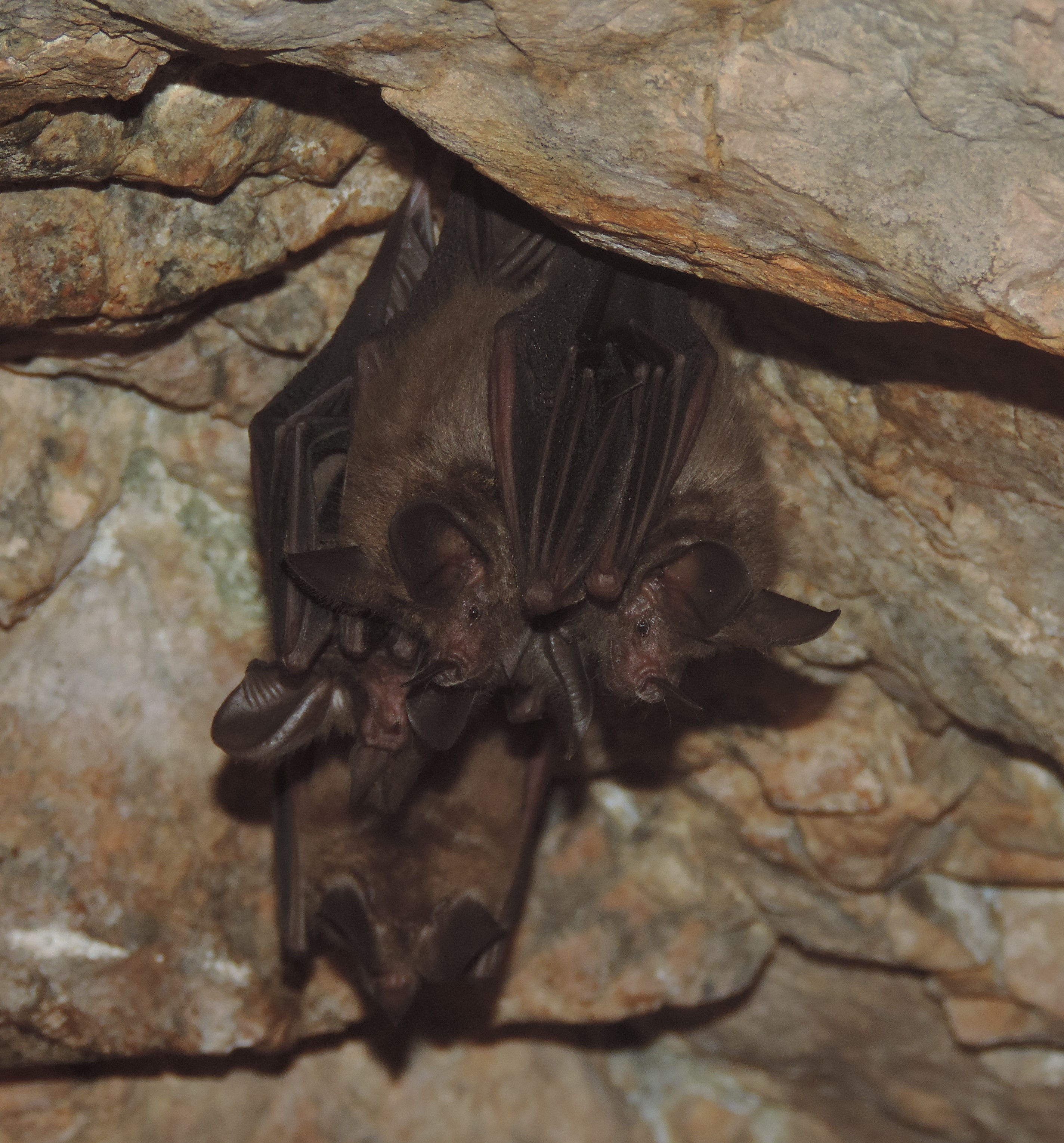
Morcego macho protegendo as fêmeas

Os animais percorrem uma grande área durante suas atividades diárias. Esta área pode ser sobreposta por outros indivíduos tanto em tempo e espaço mas cada animal defende sua porção e a usa seus recursos disponíveis. Este comportamento de defesa contra a intrusão de outros indivíduos é chamado de comportamento territorial. Uma das formas de desferir esta defesa são exibições que anunciam a presença de um território já ocupado ou de ataque direto aos invasores. Por exemplo, um pássaro canta em sua área de domínio para demonstrar sua autoridade e evitar a invasão de pássaros vizinhos. Se o intruso não for dissuadido pelo sinal de alarme ele provavelmente será prontamente atacado. Não esquecendo que a defesa territorial gera custos. O ato de cantar e atacar demanda energia além de poder gerar lesões e também pode chamar a atenção e revelar a posição do animal para possíveis predadores. O comportamento territorial também pode garantir algum benefício como o aumento da ingestão de alimentos, acesso exclusivo ao acasalamento.

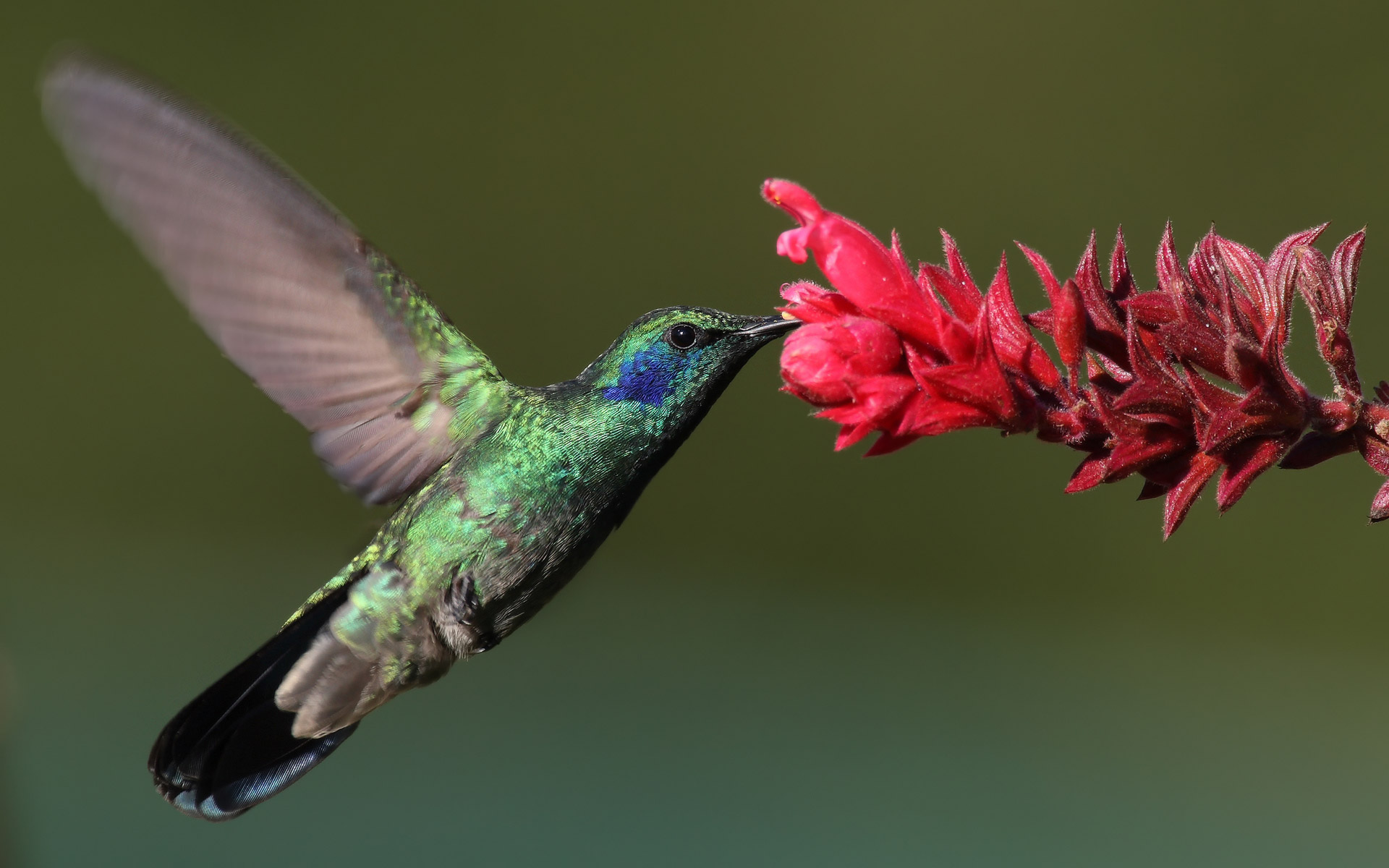
Beija-flor sugando néctar de uma flor

Outros estudos que envolvem este assunto são os que envolvem pássaros sugadores de néctar como o beija-flores. Eles se beneficiam ao ter o uso exclusivo do uso de néctar de algumas flores pois garantem maior quantidade do mesmo.  Para manter o uso exclusivo ele precisa defender ativamente as flores que eles se alimentam. Se ele gasta 300 calorias por hora perseguindo invasores, ele precisa ter maior quantidade de calorias sugando o néctar desta planta para garantir o melhor custo-benefício. Se as flores são muito escassas ou os níveis de néctar são muito baixos, o pássaro pode não ter energia suficiente para a defesa, logo, não é vantajoso ser territorial. Da mesma forma, se as flores são abundantes e o pássaro ganha mais energia com o néctar do que gasta as defendendo, o comportamento territorial passa a vantajoso. A territorialidade ocorre em níveis intermediários de disponibilidade de flores (território a ser defendido tem um tamanho intermediário) e em maiores níveis de produção de néctar (maior produção de alimento), onde os benefícios da defesa superam os custos.

## Forrageio

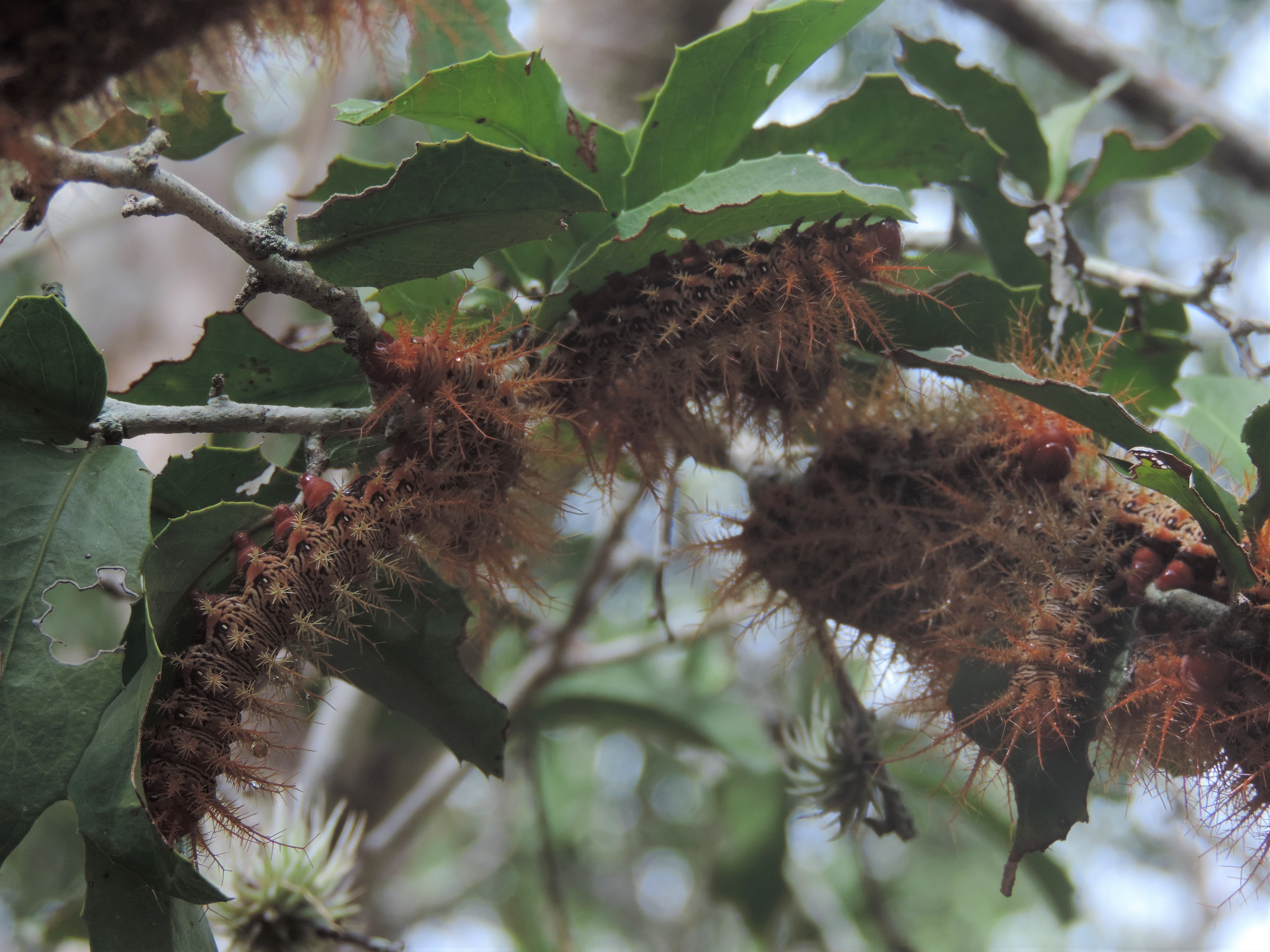
Lagartas se alimentando de folhas

Para muitos animais, a comida vem em uma variedade de tamanhos. Alimentos maiores podem conter mais energia, mas podem ser mais difíceis de capturar e menos abundantes. Além disso, alguns tipos de alimentos podem estar mais longe do que outros tipos. Assim, o tratamento forçado para estes animais envolve um custo benefício entre o conteúdo energético de um alimento e o custo de obtenção. De acordo com a teoria ideal de forrageamento, a seleção natural favorece os indivíduos cujo comportamento forrageiro é energeticamente mais eficiente. Em outras palavras, os animais que adquirem energia de forma eficiente durante a busca por alimento podem aumentar sua aptidão ao terem mais energia disponível para a reprodução, mas outras considerações, como evitar predadores, também são importantes na determinação do sucesso reprodutivo.
Isso acontece com caranguejos, que tendem a se alimentar principalmente de mexilhões de tamanho intermediário que proporcionam o melhor custo-benefício energético. Os mexilhões maiores fornecem mais energia, mas também tem altos custos energéticos para abrir as suas valvas. E os mexilhões pequenos não oferecem energia suficiente para o custo de caça.

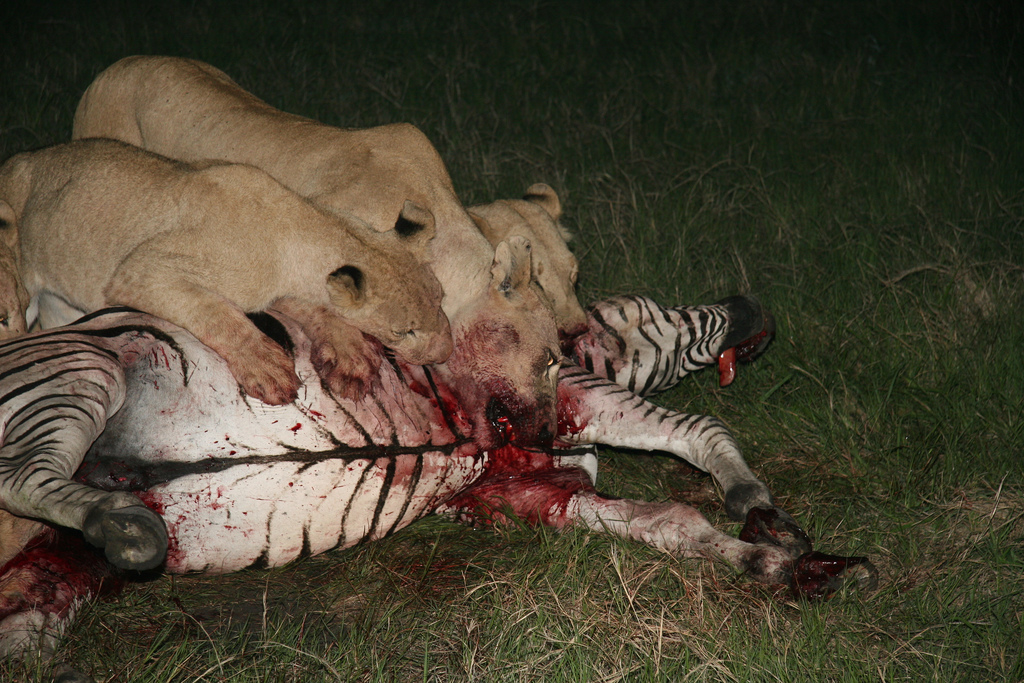
Leões matando uma Zebra

Como foi visto no parágrafo acima, um dos pressupostos da abordagem de forrageamento é que a seleção natural só favorecerá o comportamento que maximiza a aquisição de energia e aumenta as reservas de energia que levam a aumentos no sucesso reprodutivo. Em casos como as aranhas em que o sucesso reprodutivo do está relacionado com a quantidade de alimento, isso é verdade. No entanto, os animais têm outras necessidades ao lado da aquisição de energia, e às vezes elas entram em conflito. Uma dessas necessidades é a evitar predadores. Algumas vezes o comportamento que maximiza a ingestão de energia não é aquele que diminui o risco de predação. Assim, o comportamento geralmente pode refletir uma relação entre obter mais energia com o menor risco de ser comido. Já foi demonstrado que uma grande variedade de espécies animais alteram o comportamento de forrageamento quando predadores estão presentes. Outra necessidade é a de encontrar companheiros. Machos de muitas espécies, por exemplo, reduzirão consideravelmente sua taxa de alimentação, a fim de aumentar sua capacidade de atrair e defender as fêmeas.

## Reprodutivo
A vantagem que certos indivíduos possuem sobre outros do mesmo sexo e espécie somente com respeito à reprodução. E para que ocorra o sucesso da reprodução esse tipo de comportamento envolve desde procurar um lugar para aninhar, encontrar um companheiro até mesmo o processo de criação da prole. E que muitas vezes envolvem a busca e a defesa de um determinado território, fazendo escolhas sobre os companheiros e sobre a quantidade de energia a dedicar à criação dos filhotes. A seleção do companheiro, em particular, envolve frequentemente a seleção natural intensa.

### Cuidado Parental
O investimento parental, ou cuidado parental se refere as contribuições que cada sexo faz para produzir e criar descendentes. Está próxima de uma estimativa da energia gasta pelos machos e fêmeas em cada evento reprodutivo. Muitos estudos demonstraram que o investimento parental na maioria das vezes é alto nas fêmeas. Uma das razões é que os gametas femininos geralmente são muito maiores do que os gametas masculinos. Além disso, em alguns grupos de animais, as fêmeas são responsáveis pela gestação e lactação. A consequência de tão grandes disparidades na reprodução é que o investimento que os sexos fazem enfrentam diferentes pressões seletivas.

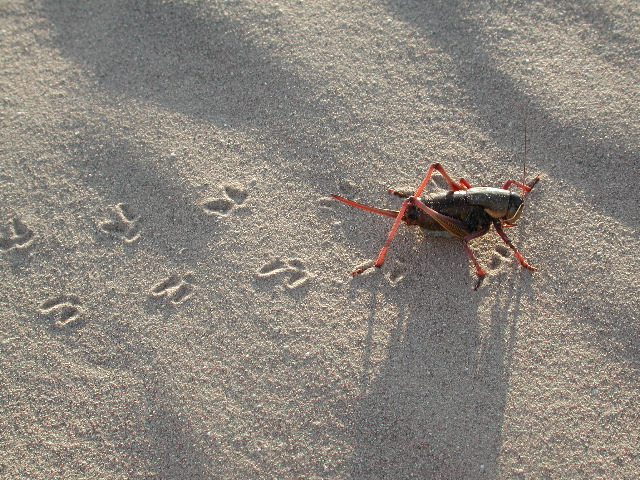
Anabrus simplex - Quase 30% do peso corporal é composto pelo espermatóforo

O custo energético relativamente baixo para a produção dos gametas masculinos faz com que os machos tenham aptidão para acasalar com tantas fêmeas quanto possível. O investimento reprodutivo masculino raramente é limitado pela quantidade de esperma que eles podem produzir. Em contrapartida, cada evento reprodutivo para mulheres é tem um custo energético mais caro e o número de gametas femininos que podem ser produzidos é menos, limitando o sucesso reprodutivo. Por esta razão possivelmente, as fêmeas têm um incentivo para escolher, tentando escolher o macho que pode oferecer o maior benefício para sua prole. Vale lembrar que essas conclusões só são válidas somente quando o investimento reprodutivo é muito maior nas fêmeas que o nos machos. Em espécies com o cuidado parental mais igualitário, o grau de escolha do parceiro deve ser semelhante entre os sexos. Além disso, em alguns casos, o investimento masculino excede ao das fêmeas. Por exemplo, grilos Anabrus simplex (conhecidos como Grilos Mormon) machos transferem um espermatóforo (cápsula ou pacote de substância protéica, contendo espermatozoides) contendo proteínas para fêmeas durante o acasalamento. Quase 30% do peso corporal masculino é composta pelo espermatóforo, ele fornece nutrição para a fêmea, além de ajudar o desenvolvimento dos seus ovos. Como se pode esperar, neste caso, são as fêmeas que competem umas com as outras para o acesso aos machos, e estes são o sexo exigente na busca pelos pares.

## Reprodução

### Seleção Sexual

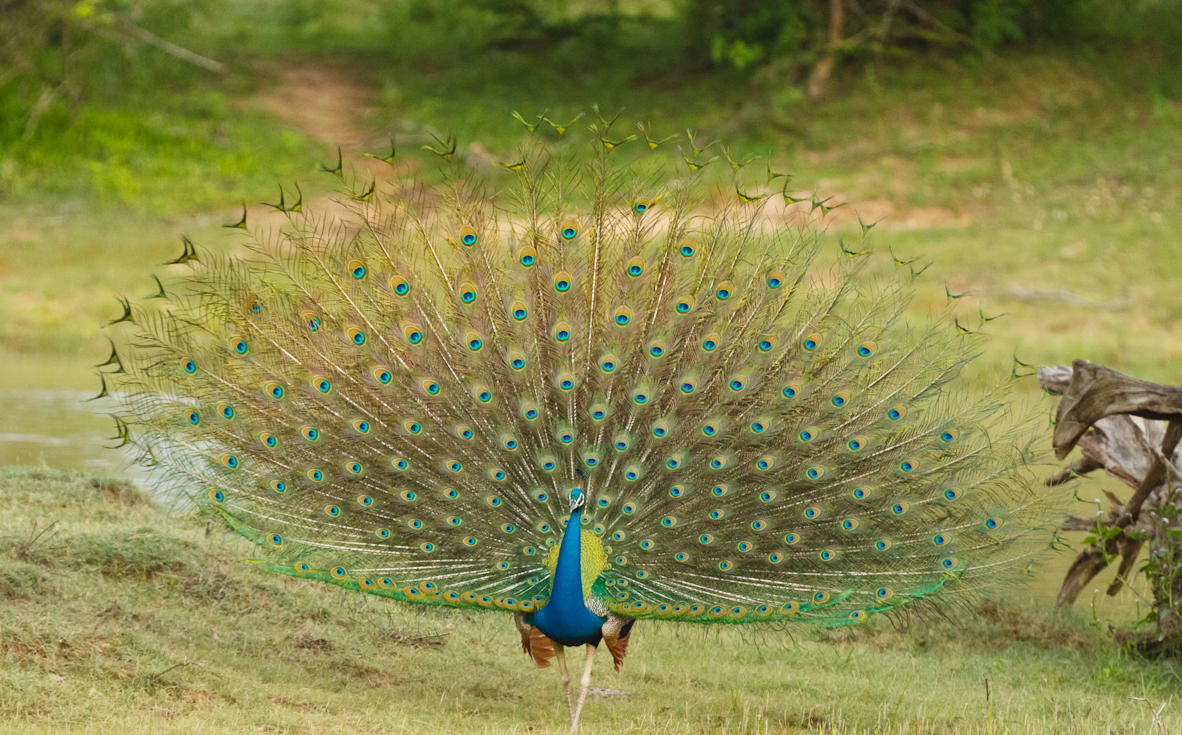
Pavão se exibe para fêmeas

A evolução dos animais é decorrente de vários eventos, um dos que mais influenciam é a seleção sexual. A necessidade de ser o(a) mais atraente para o parceiro(a) é algo muito observado nos animais. A escolha de companheiros, na maioria das espécies, é realizada pelas fêmeas, algo que fez os machos sofrerem uma grande pressão evolutiva para poder atrai-las. Estas modificações dos machos escolhidos variam muito de espécie para espécie, com as fêmeas de algumas borboletas uma mudança sutil do padrão de cor do macho pode causar a rejeição delas.

Um exemplo clássico são os pavões. Os machos dessa espécie em época reprodutiva possuem uma cauda muito chamativa, os cientistas descobriram que a fêmea desta espécie escolhe o macho que possuí a pluma da cauda mais
vistosa. Isto pode indicar que se escolher este macho ela terá uma prole mais forte e que poderá ser capaz de deixar descendentes. Devido essa pressão sobre um fator fenotípico acaba que com o passar das gerações é possível notar genes que codificam essa característica sendo expressos em maior quantidade
O cortejo também é algo muito comum entre os animais, ele tem a capacidade de ser decisivo na escolha do parceiro em algumas espécies, pode ser realizado com danças vocalizações, construção de estruturas como ninhos entre outros. Em crocodilos é comum a vocalização, o macho realiza ela dentro da água chegando a formar vibrações fortes nesta com o papo, e a fêmea que se interessa realiza o mesmo som em resposta. Essa vocalização pode durar horas até que ocorra a fecundação. 

### Conflito Sexual
Embora um trabalho em conjunto seja o esperado em espécies com reprodução sexuada o conflito sexual é algo bastante comum. Sabe-se que fêmeas recusam vários machos que tem intenção de reproduzir com elas. Porém é observado também machos que recusam parceiras sexuais, como é visto em Damajiscus korrigum, um Antílope africano. Para evitar de ficar sem espermatozoides, devido copular com várias fêmeas receptivas, eles costumam recusar cruzar com fêmeas que já foram inseminadas. Porem uma fêmea que foi recusada por algumas vezes responde atacando-o e evitando que ele consiga se reproduzir com uma outra.

Em algumas espécies é muito comum ter um(a) Alfa e somente este poderá reproduzir na sua alcateia, no caso dos lobos. Em decorrência disso pode ocorrer muitos conflitos para assumir este posto. Estes são muito violentos podendo ser até a morte. Em leões quando outro macho assume o colocação de líder ele mata os filhotes presentes neste bando, isto estimula as fêmeas entrarem no cio e por sua vez produzir descendentes dele. 

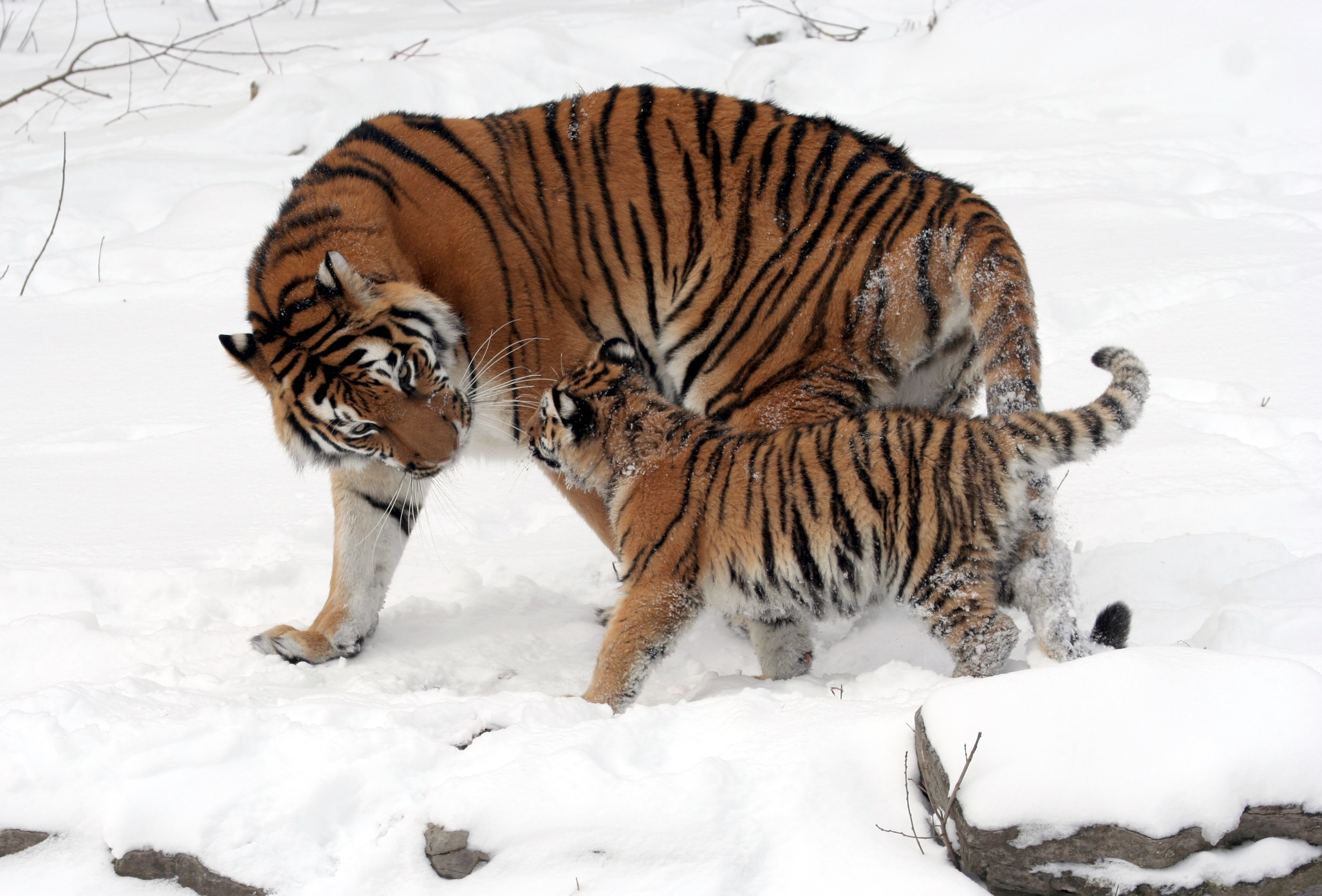
Alguns mamíferos cuidam de seus filhotes até a fase adulta

### Cuidado Parental
Cuidado parental não é uma relação muito comum em todas as espécies de animais. É caracterizado quando pelo menos um dos progenitores cuida de seus filhotes. Possuem vários tipos em que pode ser por um período curto de tempo, até pouco depois do nascimento comum em alguns animais ovíparos como caranguejos de água doce, ou até o filhote chegar a fase adulta, comum em alguns mamíferos. Isto dispende de muito tempo e energia dos pais, podendo levar estes a morte. É comum as fêmeas assumirem este posto, em aves por exemplo é comum cuidado de ambas as partes ao mesmo tempo, mas existem exceções. Cuidado exclusivamente paternal é muito observado em peixes, porém dentro de casos mais raros está o da barata d’água do gênero Lethocerus sp.. Estes protegem e mantem úmido as posturas realizadas pelas fêmeas sobre os caules de vegetação aquáticas acima da linha d'água. Em um experimento foi possível observar que na ausência deste macho ocorre a inviabilidade dos ovos, demostrando a importância deste papel paterno para perpetuação da espécie.

## Comunicação animal

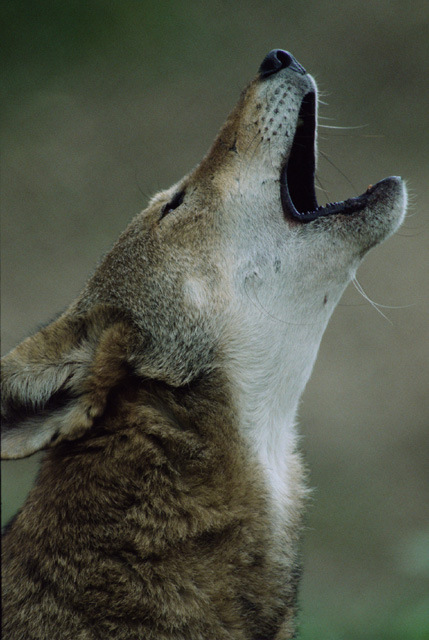
Os animais se comunicam

### Tipos de comunicação
A comunicação entre os animais é um importante aspecto em sua ecologia comportamental, pois os animais se comunicam para realizar diversas atividades essenciais para sua sobrevivência como indivíduo e como espécie, como: sinais de alerta (que incluem sinais feitos para alertar outros animais ao seu redor sobre a presença de um predador e sinais feitos para afugentar um predador), guiar um grupo que se locomove de maneira ordenada, requisitar cuidados como água e comida (comum na interação do filhote com os pais), chamar a atenção de um potencial parceiro, mostrar uma hierarquia social e muitas outras.
Essas interações são observadas de maneiras diferentes na natureza, podendo ser visuais, tácteis, químicas e sonoras. Sendo que todas elas podem ser utilizadas por muitos grupos de animais e para os mais diversos propósitos. E uma interação pode ser realizada utilizando mais de uma dessas maneiras.
Sendo assim, a comunicação entre os animais demonstra ser extremamente complexa, muitas vezes estabelecendo relações próximas com as que encontramos em nossa sociedade, mesmo quando nos referimos a organismos aparentemente simples, como insetos. Cada animal comunica-se com outros de sua ou de outra espécie através de mecanismos que são característicos dentro de seus respectivos grupos. É inquestionável a capacidade que os animais têm de conhecer muito bem cada um destes gestos, odores ou sons e de diferenciá-los uns dos outros, conhecendo os seus significados exatos.

#### Comunicação Visual
Existem dois tipos de comunicação visual entre os animais: Emblemática e Ostentatória.

##### Emblemática

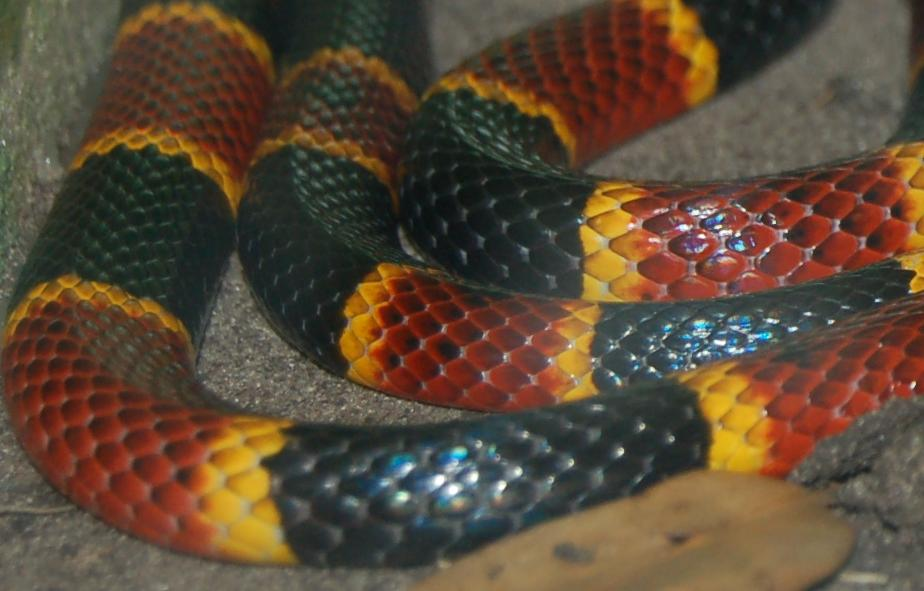
A cobra coral tem cor característica para avisar predadores e outras a mimetizam

Ocorre através das cores ou das formas dos animais. Um exemplo é o da cobra coral (Micrurus sp.), que possui um padrão de cores fortes que sinaliza para possíveis predadores que ela é venenosa, com o intuito de evitar ser predada. Seu mecanismo de comunicação interespecífica (entre espécies diferentes) tem sido tão bem-sucedido evolutivamente que diversas espécies de cobras não peçonhentas, através da seleção natural, adquiriram uma coloração semelhante, que fazem com que elas sejam associadas a coral verdadeira e não serem predadas.

##### Ostentatória
É a aquisição de posturas e alterações de formas corporais. O Pavão (Pavo cristatus), espécie de ave que os machos apresentam uma longa cauda de penas brilhantes, e quando ele deseja impressionar uma potencial parceira, ele altera sua postura corporal, e sua cauda se abre, formando um enorme leque ao redor de seu corpo, na tentativa de chamar a atenção da fêmea.

#### Comunicação sonora

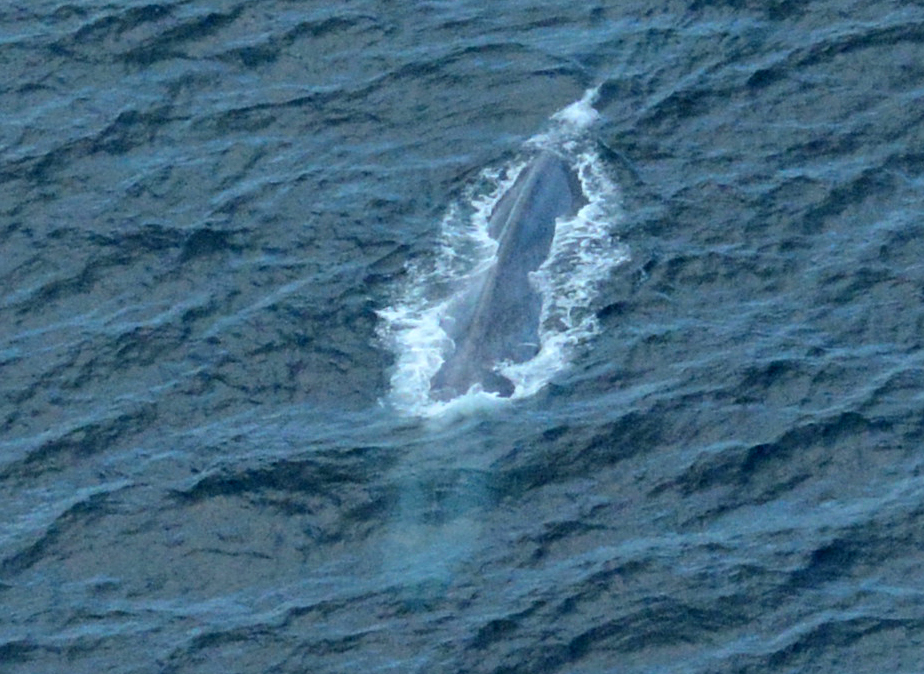
A Baleia Azul se comunica emitindo sons

É a comunicação que ocorre entre os animais através dos sons emitidos por eles. As baleias azuis (Balaenoptera musculus) se comunicam através de sons emitidos por elas na água e a distâncias superiores a 160 km, escolhendo para isso uma mesma e própria janela de frequência. Possibilitando que elas se encontrem no vasto oceano.

#### Comunicação Táctil
É a comunicação feita através do toque. Formigas também se comunicam através do tato. Operarias trocam o alimento realizando um contato boca a boca (trofalaxia), que é procedido de um contato entre antenas.

#### Comunicação Química ou olfativa
Comunicação entre indivíduos através de substâncias químicas liberadas por eles e interpretadas por receptores, como as antenas dos insetos e órgãos olfatórios. O leão (Panthera leo) também se comunica com o parceiro quimicamente. O macho, ao cheirar a urina da fêmea, levanta a cabeça e abre a boca, com os lábios superiores curvados para dentro, levando o odor da urina a um órgão sensorial existente no céu da boca do leão, fazendo com que ele perceba se a leoa está ou não pronta para o acasalamento.

## Curiosidades - Comportamento Social Humano
Muitos problemas da sociedade humana estão frequentemente relacionados a interações entre ambiente e comportamento ou entre genética e comportamento. As áreas da Socioecologia e do Comportamento Animal lidam com a questão das interações comportamentais e do ambiente, tanto do ponto de vista imediato, quanto do evolutivo (Charles T. Snowdon Universidade de Wisconsin).

### Condicionamento Clássico
Existem determinados comportamentos que são reflexos incondicionados, ou seja, são inatas em vez de aprendidas, enquanto que outras são reflexos condicionados, ou seja, são estimulados animais ou pessoas através de aparelhos ou objectos para que respondam e tenham determinados comportamentos . Ao longo dos anos vários cientistas foram realizando pesquisas de forma a pesquisarem as grandes dúvidas que tinham a cerca dos comportamentos humanos e animais
Ivan Petrovich Pavlov (Riazan, 26 de setembro de 1849 - Leningrado, 27 de fevereiro de 1936) foi um fisiologista russo conhecido principalmente pelo seu trabalho no condicionamento clássico.A Teoria do condicionamento clássico de Ivan Pavlov, a sua contribuição para a psicologia e da sua grande experiência com o seu cão, mostrando ao mundo que existem determinados comportamentos. Tal como Pavlov também Watson quis estudar o condicionamento clássico em seres humanos. A teoria do condicionamento clássico, foi o estudo com animais em laboratório, em especial a digestão de cães, que Pavlov percebeu que alguns estímulos provocavam a salivação e a secreção estomacal no animal, o que deveria ocorrer apenas quando o animal ingerisse um alimento. A partir disso, ele percebeu que o comportamento do cão estava condicionado a esses estímulos, normalmente aplicados poucos instantes antes do cão se alimentar. Por exemplo, tocando uma campainha antes de alimentar o cão, Pavlov percebeu que as reações no animal já se faziam presentes. Assim, o estímulo campainha provocou reflexos alimentares no cão (resposta) mesmo sem a presença do alimento. Constatou ainda, que o cão não podia ser enganado por muito tempo. Os reflexos desapareciam se a comida não fosse dada ao cão logo. Algumas respostas comportamentais são reflexos incondicionados, ou seja, são inatas em vez de aprendidas, enquanto que outras são reflexos condicionados, aprendidos através do emparelhamento com situações agradáveis ou aversivas simultâneas ou imediatamente posteriores. Através da repetição consistente desses emparelhamentos é possível criar ou remover respostas fisiológicas e psicológicas em seres humanos e animais. Essa descoberta abriu caminho para o desenvolvimento da psicologia comportamental e mostrou ter ampla aplicação prática, inclusive no tratamento de fobias.
O condicionamento clássico é considerada uma teoria que descreve a génese e a modificação de alguns comportamentos sobre o sistema nervoso central dos seres vivos. O termo condicionamento clássico encontra-se historicamente vinculado à "psicologia da aprendizagem" ou ao "comportamentalismo". Um reflexo é uma sequência estímulo-resposta e tem a função de manter o bom funcionamento biológico, garantindo sobrevivência e reprodução. Encontramos reflexos em todos os sistemas orgânicos: nervoso, endócrino, muscular, respiratório, digestivo, reprodutivo e até mesmo respostas emocionais reflexas. Os reflexos condicionados formam novas conexões sinápticas inicialmente temporárias e a seguir duradouras, pois são reflexos "aprendidos" e podem ser excitadores ou inibidores